# Wijkschouw
Een wijkschouw is een vorm van georganiseerd overleg en bekijken van een buurt door bewoners van een gemeente of onderdeel ervan.
Wijkschouwen kennen diverse manieren van opzet. Er zijn gemeenten waarin wijkbewoners uit een bepaalde woonwijk al wandelend door een wijk spreken met vertegenwoordigers van de gemeente, de politie (bijvoorbeeld de wijkagent), de woningcoöperatie(s) en andere betrokken organisaties over allerlei problemen die in de wijk spelen. Maar ook zijn er gemeenten waarin bewoners en ambtenaren en andere instanties gericht kijken en inventariseren welke problemen er specifiek in de openbare ruimte spelen en oplossingsrichtingen doorgeleid worden aan de uitvoerende instanties en specifieke problemen direct erna kunnen worden opgelost of aangepakt.
Bij een wijkschouw kunnen allerlei onderwerpen aan bod komen, zoals de sociale samenhang, op stapel staande projecten, gevaarlijke plekken en andere problemen van allerlei aard. Door naar de plaatsen waarover gesproken wordt toe te gaan, wordt het besprokene aanschouwelijk. Wijkschouwen worden door diverse gemeenten in Nederland als overlegwijze met wijkbewoners georganiseerd. De initiatoren zijn vaak organisaties van wijkbewoners en de gemeente.